# Теракотена армия
Теракотената армия (традиционен китайски:兵馬俑, опростен китайски 兵马俑, пинин bīngmǎ yǒng) е скулптурна композиция край планината Лишан, в селището Линтун до гр. Сиан, провинция Шънси, Китай.
Тази археологическа находка, открита през 1974 година, се намира край Мавзолея на Цин Шъхуан, който е включен в Списъка на световното културно и природно наследство на ЮНЕСКО. Композицията е сред главните забележителности на Китай.
Представлява ансамбъл от статуи на 8101 воини и още половина остатък от статуя на воин. Всичко те, заедно с каляските и конете, са изработени от теракота в реален размер. Височината на воините варира от 185 сантиметра до 209,77 см. Намира се до земна могила, която представлява 76 метра висока пресечена пирамида с обща площ от 350 м². Счита се, че е построена около 240 пр.н.е.
За изграждането на теракотената армия първият китайски император Цин Шъхуан използва огромни финансови и човешки ресурси и утежнява мъките на народа. Скоро след обединението на държавата започва строителството на гробницата му. Всяка статуя е различна от другите, било то по ръст, облекло и дори размер на обувките. Строителите в обекта наброяват над 700 хиляди души, времето за строителството е около 40 години – чак до смъртта му, когато гробницата още не е била завършена.
Основният проблем на паметника е рушенето на статуите.